# Luc Decaunes
Luc Decaunes est un poète et écrivain français, né le 2 janvier 1913 à Marseille et mort le  13 mars 2001.

## Biographie
Luc Decaunes, qui fut instituteur à Paris, est aussi être homme de radio, journaliste, organisateur de festivals, tout en s'intéressant à la musique et à la chanson. Il est avant tout connu pour son œuvre littéraire, comme étant l'auteur de nombreux recueils de poésie, de romans et de plusieurs anthologies.
Il a fréquenté les surréalistes, notamment Louis Aragon, Tristan Tzara, et Paul Éluard dont il devint le gendre en épousant sa fille Cécile. En 1936, il fonde de la revue Soutes qui souhaitait unir dans un seul langage pulsions oniriques, érotiques et révolutionnaires.
Dès son premier recueil paru en 1938, Decaunes apparaîtra comme un « voleur de feu », mais sa poésie, tout au long de l'œuvre, restera celle de la vie et du vécu.[Interprétation personnelle ?]
Luc Decaunes a dirigé aux Éditions Seghers la collection « Clefs pour » dans les années 1970.
Son corps a été transféré dans le cimetière de Belmont-de-la-Loire en 2006.

## Recueils de poésie
- L'indicatif présent ou l'infirme tel qu'il est, avec une eau-forte originale de Picasso (Éditions Soutes - 1938).
- Le feu défendu, avec un dessin de Cécile Eluard (Les Feuillets de l'îlot - 1938)[1].
- A l'œil nu, avec quatre dessins originaux de Man Ray (Éditions des Cahiers du Sud - 1941)[1].
- Le cœur en ordre (Éditions du Méridien - 1943).
- Le camphre et l'amadou (École de Rochefort - 1943).
- L'air natal, avec une posface d'Albert Béguin (Cahiers du Rhône, Éditions de la Baconnière - 1944).
- Le sens du mystère (Roger Piault - 1946).
- Poèmes militants, avec douze illustrations d'André Graciès (La Tête noire - 1947).
- La sourde oreille (Éditions de la revue Fontaine - 1947).
- Droit de regard, avec un dessin original de Paul Charlot (Seghers - 1951).
- Musique et poésie ininterrompues, avec, en préface, une étude sur poésie et chanson (Seghers - 1959).
- L'amour sans preuves, avec vingt dessins d'Antoniucci Volti (Robert Laffont - 1959) (Prix Artaud 1960).
- Raisons ardentes, choix de poèmes (1935-1955) avec une étude d'Albert Ayguesparse (La Renaissance du Livre - 1964).
- Haute Provence, avec quinze linogravures de Jean Rivier, Moulin de Larroque (Seghers - 1978).
- Récréations (Rougerie - 1978).
- Les États généraux, enregistrés sur cassette (chez l'auteur - 1984).
- Où commence la terre, recueil original enregistré sur cassettes numérotées (chez l'auteur - 1985).
- Nouveaux poèmes choisis, manuscrit en fac-similé, couverture illustrée gravée par Jean Rivier (chez l'auteur - 1986).
- Mortification des fontaines, avec une illustration de Jean Rivier (La Bartavelle - 1987).
- Le cœur légendaire (1934-1984), avec un dessin de Paul Charlot (La Bartavelle - 1990).
- Poésie (Maison de la Poésie - 1992).
- Mea culpa (Éditions du Chardon - 1997).

## Ouvrages en prose
- Les idées noires, roman (Robert Laffont -1946).
- Je ne regrette rien, roman (Robert Laffont - 1950).
- Charles Baudelaire, étude et choix de textes (Collection "Poètes d'aujourd'hui", Seghers - 1952)[3].
- L'amour lui-même, chronique d'un amour allemand (Seghers - 1952)[1].
- Arthur Rimbaud ou le Jules Verne de la poésie (Seghers - 1954).
- Paul Éluard, biographie pour une approche, suivie de Notes jointes (Subervie - 1965).
- Poésie au grand jour, Regards sur la poésie contemporaine de Baudelaire à Yves Martin (Éditions Champ Vallon - 1982)[1].
- Vie de Paul Éluard (André Balland - 1982).

Il a également participé au numéro spécial de la revue Le Pont de l'Épée, no 52-53 consacré à Montherlant-poète, p. 70-72. Il évoque notamment une expérience originale de montage poétique présenté sur la scène du T.E.P., "Salut aux vivants" dans lequel il a intégré des poèmes de Montherlant, extraits des Olympiques : "Un Ailier est un enfant perdu" et "Les Émotions du Solitaire".

## Anthologies
- Poésie anonyme, poésie unanime, cent poèmes français précédés de La Communauté poétique (Éditions Subervie - 1961).
- La poésie romantique française, de Rousseau à Lautréamont, anthologie précédée de La diction romantique (Seghers - 1973).
- La poésie parnassienne, anthologie précédée d'une étude sur le Parnasse contemporain, avec des notices et des annexes (Seghers - 1977).
- Les riches heures de la poésie française, les trois cents poèmes les plus célèbres, avec une préface (Seghers - 1979).
- Les riches heures de la chanson française, anthologie des refrains et complaintes de la tradition orale, précédée d'une étude sur la chanson folklorique française (Seghers - 1980).
- Le poème en prose, anthologie (1842-1945), avec une étude et des notices (Seghers - 1984).
- Chagrin d'amour, Poèmes de l'amour triste (Le cherche midi - 1992).